# U.C.纪元GUNDAM作品舰船及其他兵器列表
此表列出在日本动画系列片机动战士GUNDAM中以宇宙世纪（U.C.）为纪元的作品中出现的虚构兵器。
要获取更多关于GUNDAM的信息，请参看主题条目：
- GUNDAM系列作品

## 地球联邦军

### U.C.0001（拉普拉斯事件）
- 萨拉米斯级宇宙警备艇

### U.C.0079-0080（一年战争）

#### 宇宙舰艇
- 萨拉米斯级巡洋舰（Salamis-Class Cruiser）

- 飞马级两栖攻击舰

- 麦哲伦级战舰（Magellan-class Battleship）

- 北极级航天母舰

“MS-X”设定中的舰艇

#### 辅助舰艇
- 哥伦布级补给舰

- 运输艇

08MS小队第一集登场
- 安提坦级辅助航天母舰

出处为南北战争的Antietam战役。

#### 宇宙战机、突击艇
- 核心战机（CORE FIGHTER）

- 核心推进机（CORE BOOSTER）

- G战机（G-FIGHTER）

- 钢卡里

“MS-X”设定中的宇空两用运输机
- 剑鱼（SHAVER FISH,SABERFISH）

宇宙战斗机
- 战斧（Tomahawk）

在《机动战士Gundam》小说中登场的宇宙战斗机。

#### 大气层内专用航空器
- 钢佩利（GUNPERRY）

大气层内的运输局。

#### 水面舰艇、潜水艇
- 喜马拉雅级反潜航母

- 勃朗峰级导弹巡洋舰

名称来自欧洲的。
- 艾伯塔级导弹巡洋舰

- V型潜艇

- VIII型攻击型潜艇

- M型潜艇

- 洛克伍德级潜艇 SS-6011

- U型潜艇

#### 陆上兵器
- 大托盘级陆上战舰（BIG TRAY）

在《機動戰士GUNDAM》、《機動戰士GUNDAM第08MS小隊》、《机动战士GUNDAM MS IGLOO 2 重力战线》中登场。
- 重鹰级陆上战舰（HEAVY HAWK[1][2]）

首次登场于OVA动画《MSIGLOO 2 重力战线》第3话的敖德萨战役，后在漫画《机动战士GUNDAM战记U.C.0081 水天之泪》Mission 6中北美战线的诺福克、《机动战士GUNDAM U.C.HARD GRAPH 铁之悍马》第六话和图文小说《ADVANCE OF Ζ 时代的反抗者》中登场。
- 61式主战坦克

### U.C.0083（迪拉兹纷争）

#### 宇宙舰艇
- 伯明翰级战舰（BIRMINGHAM[3][4]）

#### 辅助舰艇
- 哥伦布改级补给舰

#### 宇宙战机、突击艇
- 核心战机II（CORE FIGHTER II）

### U.C.0087-0088（格利普斯战役、第一次新吉翁战争）

#### 泰坦斯
- 亚历山大级重巡洋舰（ALEXANDRIA[5][6]）

- 伦巴第级宇宙戦艦（LOMBARDIA[5][6]）

亚历山大级的改进型。
- 多哥斯基亞级大型战舰（DOGOSSE GIAR[7][6]）

- 多哥斯基亞号

多哥斯基亞级首舰。《机动战士Z GUNDAM》中登场。
- 雷维尔将军号（GENERAL REVIL）

多哥斯基亞级二号舰。《机动战士GUNDAM UC》中登场。
- 哥伦布改级两栖攻击舰

《GUNDAM SENTINEL》中登场。

#### 奧干
- 亞加瑪级巡洋舰（Irish-class Battleship）

舰名可译为“阿含”、“亞加瑪”、“阿卡馬”、“阿伽玛”。Argama在梵语中意为民俗，又指上座部佛教中的阿含经。
- 爱尔兰级战舰（Irish-class Battleship）

Argama的量产型。
- 新亞加瑪级

舰名可译为“新阿含”、“拟·阿含”、“新亞加瑪”、“拟·亞加瑪”、“新阿卡馬”、“拟·阿卡馬”
该舰一开始归类为两栖攻击舰，后归类为宇宙战舰。

### U.C.0093-0096
- 多哥斯基亞級大型戰艦（ドゴス・ギア級大型戦艦，DOGOSSE GIAR）

- 雷维尔将军号（GENERAL REVIL）

《机动战士GUNDAM UC》中登场的DOGOSSE GIAR级二号舰，地球轨道舰队旗舰。舰名用以纪念一年战争时期引导联邦获得最终胜利却不幸牺牲的英雄人物——雷维尔将军。
本舰是DOGOSSE GIAR号的大型化。全长630m，宽度超过200m。
本舰在《机动战士GUNDAM NT》中被佐尔坦·亚卡年驾驶的II新吉翁号击沉。

## 吉翁公国军

### 陸上戰艦
- 達布戴級陸戰艇[9]
- 加洛普級陸戰艇[9]

### 宇宙舰艇
- 格瓦金级大型战舰（Gwazine-class Battleship）[10]

- 桑给巴尔级机动巡洋舰（Zanzibar-class Mobile Cruiser）[11]

- 姆塞级轻巡洋舰（Musai-class Light Cruiser）[12]

### 辅助舰艇
- 巴布亚级补给舰（PAPUA CLASS）

- PUZOCK级运输舰（PUZOCK CLASS TRANSPORTER）

巴布亚级的后续舰种，全长260m。
- 试验支援舰

《机动战士GUNDAM MS IGLOO》中的主角舰，吉翁公国军第603技术试验部队的母舰。因外形奇特而被莫妮卡·凯迪拉克称为“铅笔盒”。
- 穆斯帕尔海姆

《机动战士GUNDAM MS IGLOO》第三集中登场，吉翁公国军第604技术试验部队的母舰。

## 备注
1. ↑  《机动战士GUNDAM UC》EP5、6中新安州的识别系统显示雷维尔将军号相比DOGOSSE GIAR号，在舰首的两个MS运用区块外侧又各加装了一个同样规模的区块

### 引用
1. ↑  ASCII 2010，第30頁.
2. ↑  ASCII 2015，第45頁.
3. ↑  ASCII 2010，第16頁.
4. ↑  ASCII 2015，第26頁.
5. 1 2  ASCII 2010，第19頁.
6. 1 2 3  ASCII 2015，第30頁.
7. ↑  ASCII 2010，第20頁.
8. ↑  ASCII 2015，第37頁.
9. 1 2  是风风子哒. . www.bilibili.com.   [2024-11-09]. （原始内容存档于2024-11-09） （中文（简体））.
10. ↑  . www.icecitynet.com.   [2024-11-09]. （原始内容存档于2024-11-09）.
11. ↑  . www.icecitynet.com.   [2024-11-09]. （原始内容存档于2024-12-07）.
12. ↑  . www.icecitynet.com.   [2024-11-09]. （原始内容存档于2024-11-09）.
13. ↑  《一年战争秘录》第一集

### 书目
- . 日本: 万代. 1991. ISBN 4-89189-177-7.
- . 日本: ASCII Media Works. 2010. ISBN 978-4-04-868681-5.
- . 日本: ASCII Media Works. 2015. ISBN 978-4-04-869313-4.